# Michelle Ryan

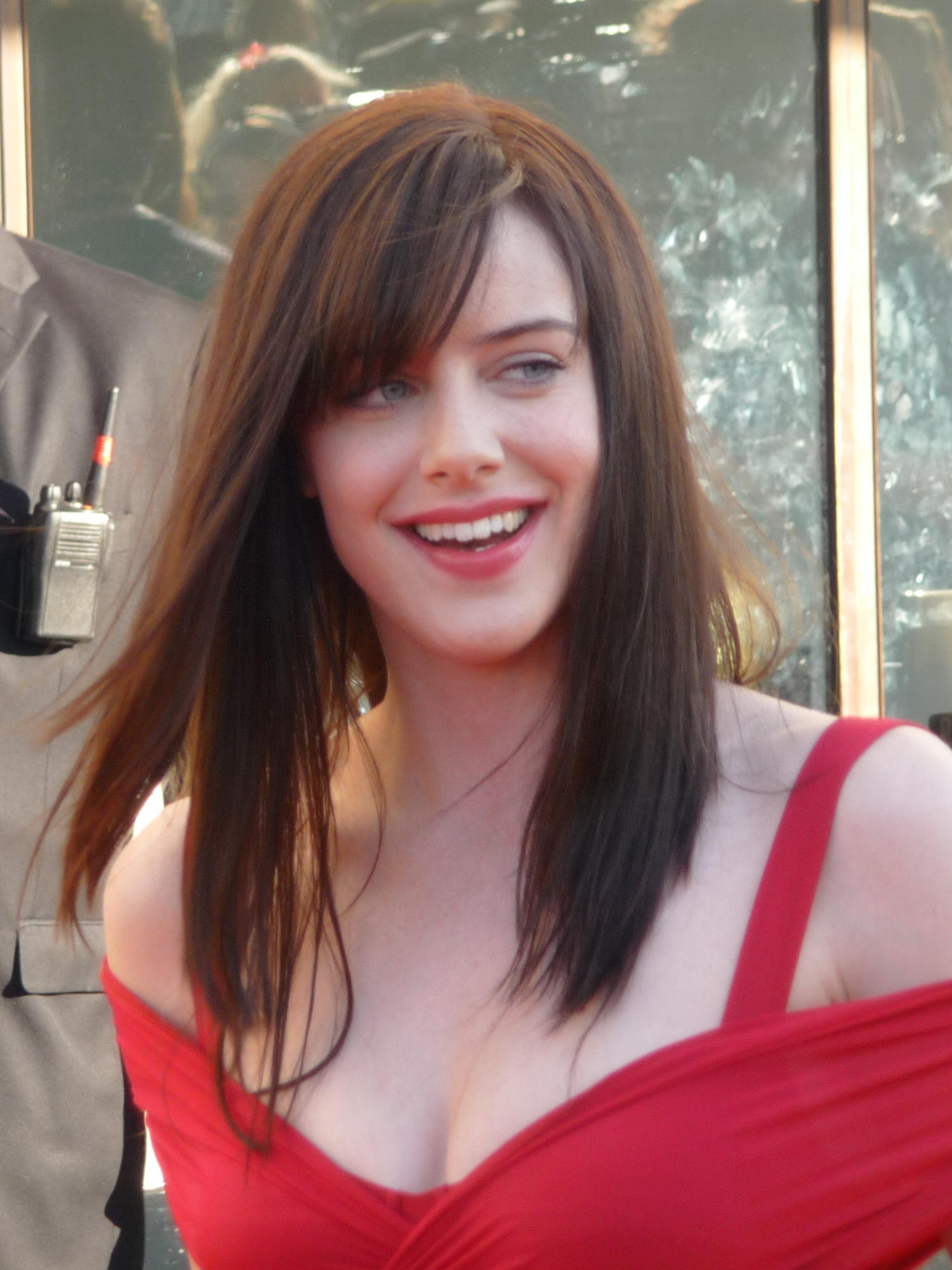
Michelle Ryan bei den British Academy Film Awards 2009 in London

Michelle Claire Ryan (* 22. April 1984 in Enfield, Middlesex) ist eine britische Schauspielerin irischer Abstammung.

## Leben und Karriere
Michelle Ryan wurde in Enfield, Middlesex, geboren und besuchte dort die Chace Community School. Im Alter von zehn Jahren wurde sie Mitglied der örtlichen Theatergruppe.
1999 wurde sie für ihre langjährige Rolle der Zoe Slater in der populären Seifenoper EastEnders ausgewählt. 2005 kündigte sie an, die Serie zu verlassen, um sich auf das Film- und Theaterspielen konzentrieren. Ryan sprach später für die ebenfalls populäre Serie Doctor Who vor, um die ausscheidende Billie Piper als Begleiterin des Doctors zu ersetzen; die Rolle ging aber schließlich an Freema Agyeman. 2006 spielte sie in dem Independentfilm Cashback mit und sprach für die Rolle der Vesper Lynd in dem James-Bond-Film Casino Royale vor; diese Rolle ging aber an Eva Green. Im Juni und Juli 2007 war sie als Jekylls Assistentin Katherine Reimer in der BBC-Miniserie Jekyll zu sehen. Ebenfalls 2007 übernahm Ryan die Hauptrolle der Jamie Sommers in der kurzlebigen NBC-Serie Bionic Woman, einer Neuadaption der bekannten Serie Die Sieben-Millionen-Dollar-Frau aus den 1970er Jahren. Von September bis Dezember 2008 war sie in der BBC-Fantasyserie Merlin in der Nebenrolle der Nimueh zu sehen. Im 2009 ausgestrahlten Oster-Special Planet of the Dead der Serie Doctor Who übernahm sie die Rolle der Lady Christina de Souza. Es folgten einige weitere Film- und Fernsehauftritte. So war sie 2013 in einigen Folgen der Serie Covert Affairs und 2018 in der Miniserie Lady Christina zu sehen.

## Filmografie (Auswahl)
- 2000: Eine lausige Hexe (The Worst Witch, Fernsehserie, Episode 2x11)
- 2000–2005: EastEnders (Fernsehserie, 532 Episoden)
- 2006: Cashback
- 2006: Agatha Christie’s Marple (Fernsehserie, 1 Episoden)
- 2007: Mr Bean’s Wedding (TV-Special zum Red Nose Day 2007)
- 2007: Mansfield Park (Fernsehfilm)
- 2007: I Want Candy
- 2007: Jekyll (Fernsehserie, 6 Episoden)
- 2007: Bionic Woman (Fernsehserie, 9 Episoden)
- 2008: Flick
- 2008: Merlin – Die neuen Abenteuer (Merlin, Fernsehserie, 4 Episoden)
- 2009: Doctor Who (Fernsehserie, Serienspecial Planet of the Dead)
- 2010: Huge
- 2010: 4.3.2.1
- 2010: One Night in Emergency
- 2011: Love’s Kitchen – Ein Dessert zum Verlieben (Love’s Kitchen)
- 2011: Hangover in L.A. (Girl Walks Into a Bar)
- 2012: Cockneys vs Zombies
- 2012: The Man Inside
- 2012: Schwermetall Chronicles (Métal Hurlant Chronicles, Fernsehserie, Episode 1x02)
- 2012: Cleanskin – Bis zum Anschlag (Cleanskin)
- 2013: Covert Affairs (Fernsehserie 5 Episoden)
- 2013: Death in Paradise (Fernsehserie, Episode 3x02)
- 2015: Das schwarze Labyrinth (Andròn: The Black Labyrinth)
- 2017: The Last Photograph
- 2017: Black Sand – A Sandman Story (Kurzfilm)
- 2018: Lady Christina (Fernsehserie 4 Episoden)
- 2018: True Horror (Fernsehserie, Episode 1x04)
- 2019–2020: Dark Stories (Fernsehserie, 2 Episoden)
- 2024: Frankenstein – Legacy